# Gustav Adolf Hahn

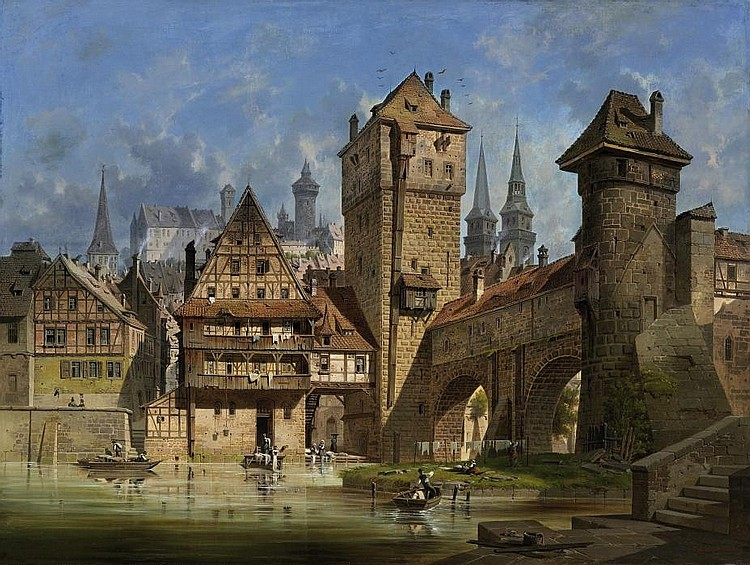
Nürnberg

Gustav Adolf Hahn (* 11. Juli 1819 in Altenburg; † 1. November 1872 in Dresden) war ein deutscher Architekt und Architekturmaler.
Hahn war ab 1844 in Dresden als Architekt tätig, begann um 1850 nach dem Vorbild von Max Hauschild (1810–1895) Ansichten der alten Bauten zu malen. 1863 wurde er als Zeichenlehrer bei der Artillerieschule, später beim Kadettenkorps in Dresden tätig. Danach wurde er zum Professor für Ornamentik an der Königlich Sächsischen Polytechnischen Schule Dresden berufen.
Gustav Adolf Hahn malte Ansichten von sächsischen Burgen: (Wechselburg, Rochsburg, Kriebstein) sowie von deutschen Domen und Klostern: (Meißen, Altzella, Hildesheim, Erfurt, Bamberg) und auch von Italien: (Venedig, Rom).